# 1866
| 1866                                          |
| --------------------------------------------- |
| Dødsfald - Fødsler                            |
| • Begivenheder • Litteratur • Politik • Sport |

| Gregoriansk kalender | 1866 MDCCCLXVI          |
| Ab urbe condita      | 2619                    |
| Armensk kalender     | 1315 ԹՎ ՌՅԺԵ            |
| Kinesiske kalender   | 4562 – 4563 乙丑 – 丙寅 |
| Etiopisk kalender    | 1858 – 1859             |
| Jødisk kalender      | 5626 – 5627             |
| Hindukalendere       |                         |
| - Vikram Samvat      | 1921 – 1922             |
| - Shaka Samvat       | 1788 – 1789             |
| - Kali Yuga          | 4967 – 4968             |
| Iransk kalender      | 1244 – 1245             |
| Islamisk kalender    | 1283 – 1284             |

Konge i Danmark: Christian 9. 1863-1906
Se også 1866 (tal)

## Begivenheder
- Straffeloven af 1866
- De første partidannelser i den danske Rigsdagden spanske flåde bomber havnen i Valparaiso, Chile, 31. marts 1866

### Februar
- 1. februar – Nyhedsbureauet Ritzaus Bureau stiftes af Erik Nicolai Ritzau i København.
- 14. februar – Dampskibsselskabet af 1866, i dag Bornholmstrafikken, afholder konstituerende generalforsamling på Rønne Rådhus

### Marts
- 28. marts - Hedeselskabet stiftes ved et møde i Aarhus
- 31. marts -  Den spanske flåde bomber havnen i Valparaíso, Chile

### Juni
- 11. juni - Danmarks første brugsforening oprettes i Thisted
- 14. juni – Østrig mobiliserer den tyske forbundshær; den preussisk-østrigske krig begynder

### Juli
- 3. juli – Preussen besejrer Østrig i Slaget ved Königgrätz
- 20. juli - under den Tredje Italienske Uafhængighedskrig lider den italienske flåde nederlag til Kejserriget Østrigs marine ved Slaget ved Lissa i Adriaterhavet
- 28. juli – den reviderede danske grundlov underskrives (gælder til 1915)

### August
- 18. august - Det Nordtyske Forbund blev dannet
- 23. august – Preussisk-østrigsk fred i Prag, Østrig udtræder af det Tyske Forbund og afstår Holsten til PreussenPrinsesse Dagmar forlader Danmark, for at blive kejserinde i Rusland

### September
- 22. september - Prinsesse Dagmar forlader Danmark for at blive gift med den russiske tronfølger Alexander III
- 22. september - Danmarks første roklub, Kvik stiftes i København.

### November
- 1. november – Dampskibsselskabet af 1866 modtager sit første skib til ruten Rønne- København, bygget på B&W.

## Født
- 1. april – Ferruccio Busoni, italiensk-tysk komponist og pianist.
- 6. maj – Jóannes Patursson, færøsk bonde, politiker og forfatter.
- 3. juli – Albert Gottschalk, dansk maler
- 31. august – Georg Jensen, dansk designer
- 6. oktober – Nina Bang, Danmarks første kvindelige minister
- 10. september – Jeppe Aakjær, dansk digter (død 22. april 1930)
- 6. november – Johannes Jørgensen, dansk digter (død 1956).
- 8. november – Charles Wilken, dansk skuespiller (død 1956).
- 12. november – Sun Yat-sen, kinesisk statsmand.

## Dødsfald
- 14. november – Mikael 1. af Portugal, konge af Portugal.
- 30. december - Johan Jørgensen Jomtou, dansk litterat (født 1791).

## Sport
- 22. september – Roforeningen KVIK, første danske roklub bliver stiftet.